# 이명남
이명남(李命男, 1556년 5월 4일 - 1619년 / 1622년 9월 22일)은 조선시대 후기의 문신, 의병장이다. 자(字)는 갑보(甲甫) 또는 신보(申甫)이고, 본관은 우계(羽溪)이다. 도승지 이성헌의 아들이며 이감의 손자이다. 과거에 급제하여 관직은 가선대부 예조참판 겸 동지경연 의금부 춘추관 성균관사 오위도총부부총관에 이르렀다.
1591년(선조 24) 생원시에 합격하고, 임진왜란에는 의병으로 일본군과 교전하였다. 1605년(선조 35) 12월 17일 별시문과에 병과로 급제, 찰방을 거쳐 해미현감, 용담현감 등을 역임하였다. 그 뒤 예조정랑 지지교, 승정원동부승지, 우부승지, 좌부승지, 예조참의 등을 거쳐 1617년(광해군 9) 인목대비 폐모론 당시 정청에 참여하였다. 1616년(광해군 8년) 10월 공조참의로 그 달에 중시, 별시가 시행되자 과거 시험관의 한사람이 되었다.
1618년(광해군 11년) 경복궁, 경덕궁 등의 중건에 참여하여 선왕의 어진을 운반하였으며 이때 병을 얻어 관직에서 물러났다. 1619년(광해군 11) 1월 광해군의 명으로 특별히 한 자급을 올려 가선대부 예조참판으로 승진하였다.

## 생애

### 초기 활동
1556년(명종 12) 5월 4일 경기도 광주군에서 태어났으며, 아버지는 승문원주서와 승정원주서를 지내고 임진왜란 때 의병장으로 활동한 이성헌(李成憲)이고, 어머니 전주이씨 이봉령(全州李氏 李奉令)은 세종대왕의 5남 밀성군 이침(密城君 李琛)의 후손으로, 광성정 이전(匡城正 李銓)의 손녀이며 광원수 증 광원군 이구수(廣原守 贈 廣原君 李耉壽)의 딸이다.
증조부는 병마절도사와 참판을 지낸 이광식(李光軾)이고, 할아버지는 도승지 이조, 병조, 형조참판과 대사헌을 지낸 이감(李戡)이다. 아버지 이성헌은 이량의 당여로 몰려 파직과 면직, 복관 등을 반복하고 진위장군호분위사정 겸 영서도찰방 등을 지냈으며, 임진왜란 때에는 부장으로 활동했다. 동생으로는 이길남이 있는데, 이경항의 아버지이고 송곡 이서우의 조부가 된다. 그가 태어날 무렵 증조부 이광식이 생존해 있었다.
그의 가계는 고조부 이지방이 무관이 되어 무반 가계를 형성했지만 조부 이감의 대에 문과에 진출하여 문반에 올랐다.
자(字)는 갑보(甲甫) 또는 신보(申甫)이고, 아호의 존재여부는 미상이다. 그의 유년시절에 대한 기록은 실전되어 나타나지 않는다.이후 관직에 올라 참봉(參奉)을 지냈다.

### 과거 급제와 관료생활 초반
1591년(선조 24) 식년시(式年試) 생원시에 2등으로 합격하여 생원이 되고, 임진왜란 당시 경기도 광주에서 일본군과 교전하였다. 임진왜란을 거쳐 1601년 부친상으로 3년상을 마쳤다. 1605년(선조 35) 12월 17일 별시문과(別試文科)에 병과(丙科)로 급제, 찰방을 거쳐 1606년(선조 39년) 9월 24일 해미현감(海美縣監)이 되었다. 이듬해 9월 17일 장형을 가하던 중 사람이 죽어 사헌부의 탄핵을 받고 파직, 추고되었다. 1608년(선조 42) 용담현감(龍潭縣監)이 되어 1611년까지 재직했다. 용담현감 재직, 지역의 노인들에게 문의하고 주변 사적과 문헌을 찾아 전임 현감들의 근무기록을 일부 복원하였다. 1611년 병으로 체직되었다.
1613년(광해군 5) 예조좌랑이 되고, 통훈대부 행예조정랑 지제교(行禮曹正郞 知製敎)를 거쳐, 1614년 8월 27일 전 정랑으로 위성원종공신 1등(衛聖原從功臣)에 책록되었다. 1615년(광해군 7) 6월 15일 겸필선(兼弼善)을 거쳐 같은 달 사헌부장령이 되었다가 집의 유희량이 남이공에 대한 논계를 정지하는데 이의를 제기하지 않았다 하여 스스로 사직을 청하였다. 그해 7월 남이공의 죄를 성토하지 않았다 하여 홍문관 부제학 유숙, 부응교 한찬남, 교리 유활, 수찬 임성지·이짐 등의 탄핵을 받고 체차되었다. 1615년 윤 8월 16일 사헌부장령이 되었다가 8월 22일 금부도사가 신경희를 체포하는 것을 듣지 못했다며 스스로 사직을 청하였으나 광해군이 만류하였다. 인피하고 물러났으나 1615년 윤 8월 25일 출사하라는 왕명을 받았다. 그해 9월 27일 필선, 11월 12일 다시 필선이 되어 세자를 보도하였고, 11월 27일 사헌부장령 등에 임명되었다. 그 해 12월 장악원정에 임명되었다.
1616년(광해군 8) 1월 특명으로 가자되었고 바로 분병조참의(分兵曹參議)가 되었다가, 4월 승정원동부승지, 5월 우부승지 등을 지내고 공조참의가 되었다. 1616년 9월 17일 분승지(分承旨)로 광해군이 주관하는 수연에 참석하였다. 1616년(광해군 8년) 10월 공조참의로 그 달에 중시, 별시가 시행되자 과거 시험관의 한사람이 되었다.

### 관료생활 후반
1617년(광해군 9) 2월 예조참의가 되었다. 그해 11월의 인목대비 폐모 논의에 참여하고 1618년(광해군 10) 1월 4일 우의정 한효순(韓孝純), 연원부원군(延原府院君) 이광정(李光庭) 등이 백관(百官)을 거느리고 조정에서 인목대비의 폐비를 주청할 때 참여하였다. 1618년 1월과 2월의 인목대비 폐비 절목을 논의하였다. 이때 임금이 합천에 내려간 정인홍을 효유하는데 예조참판 윤수민(尹壽民)과 참의인 그를 보내려 했으나, 그가 늙고 병들었다는 이유로 취소하고, 동부승지 이위경(李偉卿)을 대신 내려보냈다. 이후 우부승지를 거쳐 그해 6월 8일 좌부승지, 7월 5일 다시 우부승지가 되었으며, 변방의 일을 방비할 계책을 건의하였다.
| “ | 지금 변방의 보고가 심각하니 대비하는 일이 매우 시급합니다. 성첩(城堞)을 수리하고 군량을 쌓아두며 갑옷과 병기를 수선하고 사졸을 훈련시켜서 적의 침입을 막고 나라를 보전하려는 일 외에는 다시 더 다른 일이 없을 것 같습니다. 하물며 공사간에 다 재물이 거의 없어져 군정(群情)이 스스로 놀랍게 여기고 거주하는 백성이 드물고 적으며 마련하여야 할 품목이 더욱 많으니 금일의 일은 진실로 극히 고민스럽고 우려됩니다. 나례청의 틀에 걸어놓은 잡상(雜像)은 작년에 이미 만들기를 끝냈는데 조심해서 보관하고 보호하지 않아서 부패하게 하였으니 지금 마땅히 고치고 수리하여야 하겠습니다. 여러 가지 써야 할 물건은 마땅히 각사와 시민(市民)으로부터 마련하여야 하는데 갖추어 납입하게 하는 것이 마른 나무를 깎는 것과 같이 어렵습니다. 근자에 천문이 경고를 나타내니 인애하는 마음이 이미 명명한 가운데 부합되었습니다. 만약 법가(法駕)의 앞에 다시 잡상을 과거의 일이 없을 때와 같이 진열한다면 위로 하늘의 견책에 보답하는 도리에 모자람이 있을 것입니다. 신이 해방의 직에 있어 우러러 어리석고 망령된 뜻을 진달합니다. | ” |

1618년 7월에는 대마도 도주에게 조선국 예조참의 이명남 명의의 친필 서한을 전했다. 조선왕조실록에는 나타나지 않지만 그가 만력 46년 7월 자로 보낸 서신은 대마도 종가 문서(ㅍ對馬島宗家データベース)로 보존되어오다가 후일 일본 규슈 국립 박물관에 보존되어 있다.
1619년(광해군 11) 경복궁과 경덕궁의 중건 당시 선왕의 영정을 호위하느라 여러번 다녀온 공로로, 그해 9월 병으로 물러났지만 특별 가자되었다.
바로 예조참판이 되었으나 그해 9월 22일 혹은 1622년에 병으로 사망하였다. 족보상 사망년대는 1619년이나 연려실기술 등에 의하면 반정 직전에 사망했다 한다.

### 사후
족보 기록 상에는 1619년에 사망했다 하나 연려실기술과 계해정사록에 의하면 인조 반정 직전에 죽었다고 기록되어 있다.
시신은 경기도 광주군 언주면 원지리 철곡(현, 서울특별시 서초구 원지동 산83-2번지) 산의 증조부 이광식, 6촌 형 이복남 묘소 아래에 묻혔다. 그의 묘소 아래에는 동생 이길남의 손자 송곡 이서우의 묘소가 있다. 그의 묘소 남쪽에는 2011년 건립된 서울추모공원이 있다.

## 가계
- 증조부 : 이광식(李光軾, 1493년 - 1563년)
- 증조모 : 함안이씨(1492년 - 1536년, 양간공 이세응(李世應)의 딸)
  - 종조부 : 이전(李戩, 1517년 ~ ?)
  - 종조부 : 이용(李庸+戈, 1533년 ~ 1591년 1월)
- 조부 : 이감(李戡, 1516년 10월 27일 - 1583년 음력 윤 2월 19일)
- 조모 : 풍천 임씨(豊川任氏, 1515년 4월 12일 - 1556년 2월 1일), 좌참찬 정헌공 임권(任權)의 딸
- 계조모 : 예천윤씨(醴泉尹氏) 또는 예산윤씨(禮山尹氏, 1538년 10월 28일 - 1624년 11월 11일), 윤연수(尹連壽)의 딸
  - 이복 숙부 : 이희헌(李希憲, 1569년 6월 15일? - 1651년 11월 28일)
  - 이복 숙부 : 이유헌(李有憲)
  - 이복 숙부 : 이의헌(李宜憲)
- 아버지 : 이성헌(李成憲, 1534년 2월 22일 - 1601년 5월 8일)
- 전모 또는 계모 : 전주이씨(全州李氏, 생몰년 미상), 이한(李澣)의 딸
- 어머니 : 전주이씨 이봉령(全州李氏 李奉令, 광원군 이구수의 딸, 1536년 10월 29일 ~ 1613년 2월 24일)
  - 동생 : 이길남(李吉男, 1561년 8월 22일 ~ 1644년 2월 22일)
  - 제수 : 하동정씨(1567년 ~ 1642년), 도사 정욱(鄭彧)의 딸, 하남부원군 정숭조의 증손녀
    - 조카 : 이경복(李慶復)
    - 질부 : 청주한씨, 한영(韓詠)의 딸
    - 조카 : 이경항(李慶恒, 1601년 ~ 1643년)

  - 여동생 : 우계이씨
  - 매부 : 이안민(李安民, 1568년 ~ 1640년 7월 13일), 목사, 본관은 덕수
    - 외조카 : 이강(李木+畺)
    - 외조카 : 이첨(李木+詹)
    - 외조카 : 이격(李格, 군수)
    - 외조카 : 이환(李桓)

  - 부인 : 동래정씨(東來鄭氏, 1554년 ~ ?), 현령 정순하(鄭純嘏)의 딸, 정광필의 종증손녀
  - 부인 : 안씨 (1555년 1월 29일 ~ 1593년 1월 6일)
  - 부인 : 전의이씨(全義李氏, 1574년 6월 17일 ~ 1643년 4월 20일), 이대임(李大任)의 딸
    - 장녀 : 우계이씨
    - 사위 : 이한(李澣), 고성이씨
      - 외손자 : 이해생(李亥生)
      - 외손자 : 이효생(李孝生)
      - 외손녀사위 : 전수범(全守範)

    - 아들 : 이경익(李慶益, 1573년 ~ 1624년)
    - 며느리 : 창녕성씨, 성철(成哲)의 딸
      - 손녀 : 우계이씨
      - 손녀사위 : 남명우(南溟羽)
      - 손녀 : 우계이씨(? ~ 1633년 2월)
      - 손녀사위 : 남명익(南溟翼, 1602년 1월 3일 ~ 1645년 10월 2일), 자 남언성(南彦成), 녀 성대현(成大顯)
      - 손녀 : 우계이씨
      - 손녀사위 : 안진(安震), 순흥안씨

  - 첩 : 이름모름

- 외증조부 : 광성정 이전(匡城正 李銓, 1493년 ∼ 1545년), 조선 세종의 서자 밀성군 침의 손자
- 외조부: 광원군 이구수[7](廣原君 李耉壽, 1514년 ∼ 1567년)
- 장인 : 정순하(鄭純嘏, 1518년 ~ ?)
- 장인 : 이대임(李大任, 생몰년 미상), 본관은 전의
- 장모 : 능성구씨, 구윤손(具潤孫)의 딸

## 같이 보기
| - 광원수 - 광해군 - 이이첨 - 허균 - 대북 - 이경익 - 이경항 - 정광보 - 인목대비 | - 임진왜란 - 정사룡 - 이서우 - 이서우 - 이경여 - 이복남 - 이희헌 |

## 참고 문헌
- 선조실록, 광해군일기, 국조방목, 사마방목, 연려실기술, 비변사등록, 미암집